# Un día cualquiera en Vulcano S.E.P. 2.0
Un día cualquiera en Vulcano S.E.P. 2.0 es el segundo extended play del grupo español Fangoria, publicado 1993 por GASA y Metal Sonic Disco. El disco salió a la venta como la segunda entrega de la trilogía Vulcano, que consistió en una serie de discos denominados super extended plays (S.E.P.), cuya duración superaba la de un extended play tradicional, pero no alcanzaba la extensión suficiente para ser considerados álbumes de estudio.
Para la promoción del disco se publicó como sencillo «En la Disneylandia del amor».

## Antecedentes y lanzamiento
En 1993, Alaska y Nacho continuaron profundizando en las infinitas posibilidades que ofrecían los sintetizadores, secuenciadores, samplers y demás dispositivos electrónicos de la época. Impulsados por la fascinación que la música house despertaba en ellos, un género en pleno auge a principios de los noventa, orientaron algunas de sus composiciones hacia un estilo más bailable y abiertamente comercial —con «En la Disneylandia del amor» como un claro exponente de esta nueva dirección. No obstante, el álbum mantiene su esencia, marcada por un predominio de composiciones de carácter pesimista, una atmósfera cargada de dramatismo y la oscuridad inherente a su universo sonoro, como bien evidencian temas como «Vuelve a la realidad» o «Nada nuevo bajo el sol». En este contexto, «Rendirse no es perder» se aproxima al sonido que por entonces desarrollaban grupos como Primal Scream o Happy Mondays, recordando, de hecho, a su tema «Wrote for Luck (Think About the Future Mix)».
El EP fue concebido como la segunda parte de la trilogía Vulcano y presenta seis temas inéditos junto con tres remezclas. La carta de presentación de esta nueva entrega es «En la Disneylandia del amor», que se publicó en formato maxisencillo tanto en CD como en vinilo, con cinco remezclas en el primero y cuatro en el segundo. A pesar de la casi nula promoción del disco, la canción se convierte en un éxito en las radios y en las pistas de baile, logrando una notable difusión. Además, se graba un videoclip, filmado en el Parque de Atracciones de Madrid. En 2003, la trilogía Vulcano es recopilada en un álbum doble, donde el primer disco contiene las canciones originales y el segundo reúne las remezclas de todo el proyecto. La cita elegida para este disco es: «Soy un dulce travesti de la Transilvania transexual.» La frase es uno de los versos de la canción «Sweet Transvestite» que forma parte de los números musicales de la película The Rocky Horror Picture Show (1975) basada en la comedia musical británica The Rocky Horror Show de Richard O'Brien.

## Lista de canciones
| N.º | Título                                                       | Escritor(es)                                   | Productor(es)   | Duración |  |
| 1.  | «Son las cero horas, cero minutos»                           | Big Toxic, Ignacio Canut, Olvido Gara          | Fangoria, Toxic | 1:31     |  |
| 2.  | «Vuelve a la realidad»                                       | Bazoka Nut, Canut, Gara, Pablo Sycet           | Danny Hyde      | 4:13     |  |
| 3.  | «En la Disneylandia del amor»                                | Francisco Jiménez, Canut, José Battaglio, Gara | Hyde            | 4:15     |  |
| 4.  | «Rendirse no es perder»                                      | Nut, Canut, Gara, Sycet                        | Hyde            | 4:54     |  |
| 5.  | «Misterios»                                                  | Canut, Juan Carlos Aured, Gara, Sycet          | Hyde            | 5:24     |  |
| 6.  | «Nada nuevo bajo el sol»                                     | Nut, Canut, Gara, Sycet                        | Hyde            | 5:10     |  |
| 7.  | «En la Disneylandia del amor (Non Stop Erotic Cabaret Mix)»  |                                                | Toxic           | 4:03     |  |
| 8.  | «Rendirse no es perder (La remezcla que está triste y azul)» |                                                | Hyde            | 5:20     |  |
| 9.  | «Vuelve a la realidad (Are You B12 Experienced?)»            |                                                | Toxic           | 15:00    |  |

Notas
- Las últimas 3 canciones son remezclas.

## Historial de lanzamientos
| País   | Fecha | Formato(s) | Discográfica(s)                            | Ref.  |
| ------ | ----- | ---------- | ------------------------------------------ | ----- |
| España | 1993  | CD, casete | Gasa Metal Sonic Disco, Warner Music Group | [ 2 ] |